# جالطة

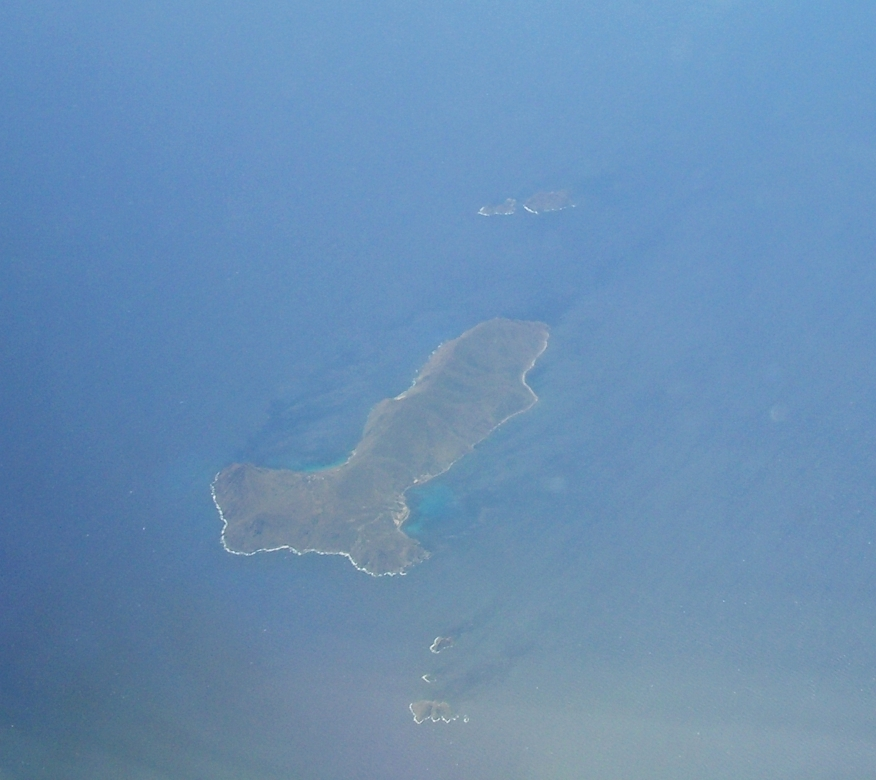
صورة جوية: جزر الكلاب (3 جزر في الأسفل)، جزيرة جالطة (الجزيرة الكبرى في الوسط)، جزيرتا جاليطون والفوشال (في الأعلى)

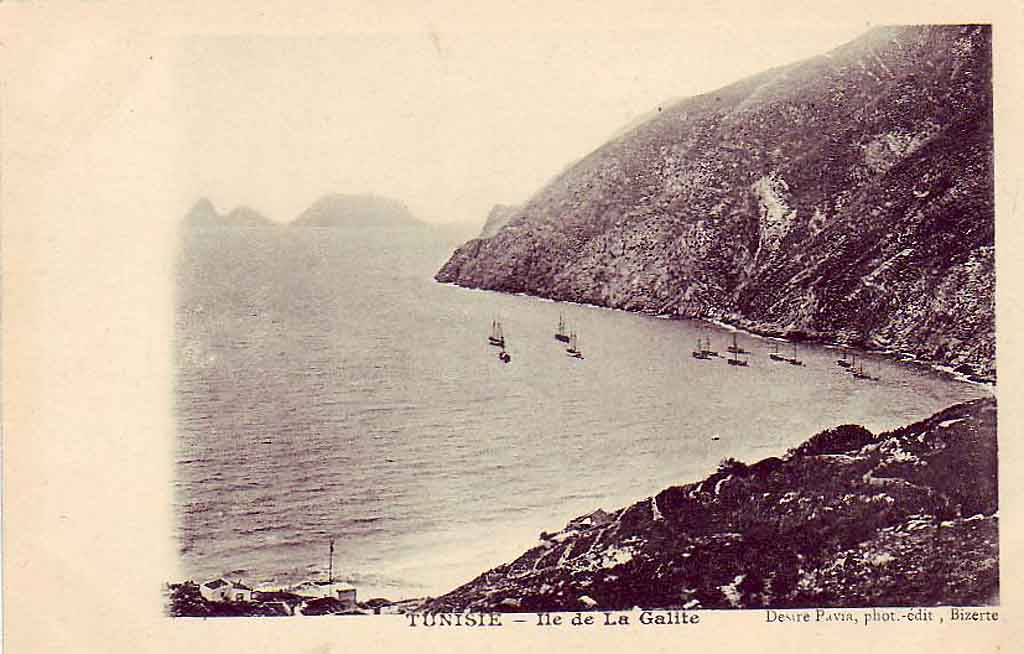
جزيرة جالطة عام 1900

جالطة هي أكبر جزر أرخبيل جالطة الذي يتكون من مجموع ست جزر صغيرة ويقع قبالة الساحل الشمالي للبلاد التونسية، على بعد 81 كلم من مدينة بنزرت و 64 كلم شرقي مدينة طبرقة.

## الجغرافيا
تبلغ مساحة جزيرة جالطة 752.3 هكتارا من مجموع 808 هكتارا هي مساحة الأرخبيل، ويبلغ طولها 5.3 كلم ولا يتجاوز عرضها 3 كلم. ويبلغ أقصى ارتفاع بها إلى 391 متر فوق سطح البحر. ورغم مساحتها المتواضعة فإن السفوح الحادة والمرتفعات تطغى على طوبغرافية الجزيرة بما يجعل التنقل صعبا.
- أما من حيث المناخ، فتكثر في جزيرة جالطة الرياح الشمالية الغربية المعروفة لدى البحارة ب«الشرش». وتكون درجات الحرارة معتدلة إذ تبلغ معدلاتها القصوى 26° في أوت/آب و 12° في جانفي/كانون الثاني . أما من التساقطات، فتتراوح سنويا بين 500 و 600 مم، وقد ترتفع أكثر من ذلك مثلما سجل ذلك خلال عام 1951-1952 : 750 مم، كما قد تنخفض إلى 300 مم وهو مجموع الأمطار التي نزلت عام 1954-1955.
- جزيرة جالطة محمية طبيعية حيث يمنع الصيد حولها في دائرة عمقها كلم ونصف.

## في التاريخ

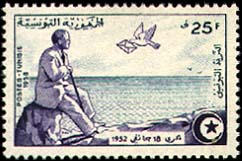
طابع بريدي في الذكرى السادسة لنفي الحبيب بورقيبة في جالطة (1958)

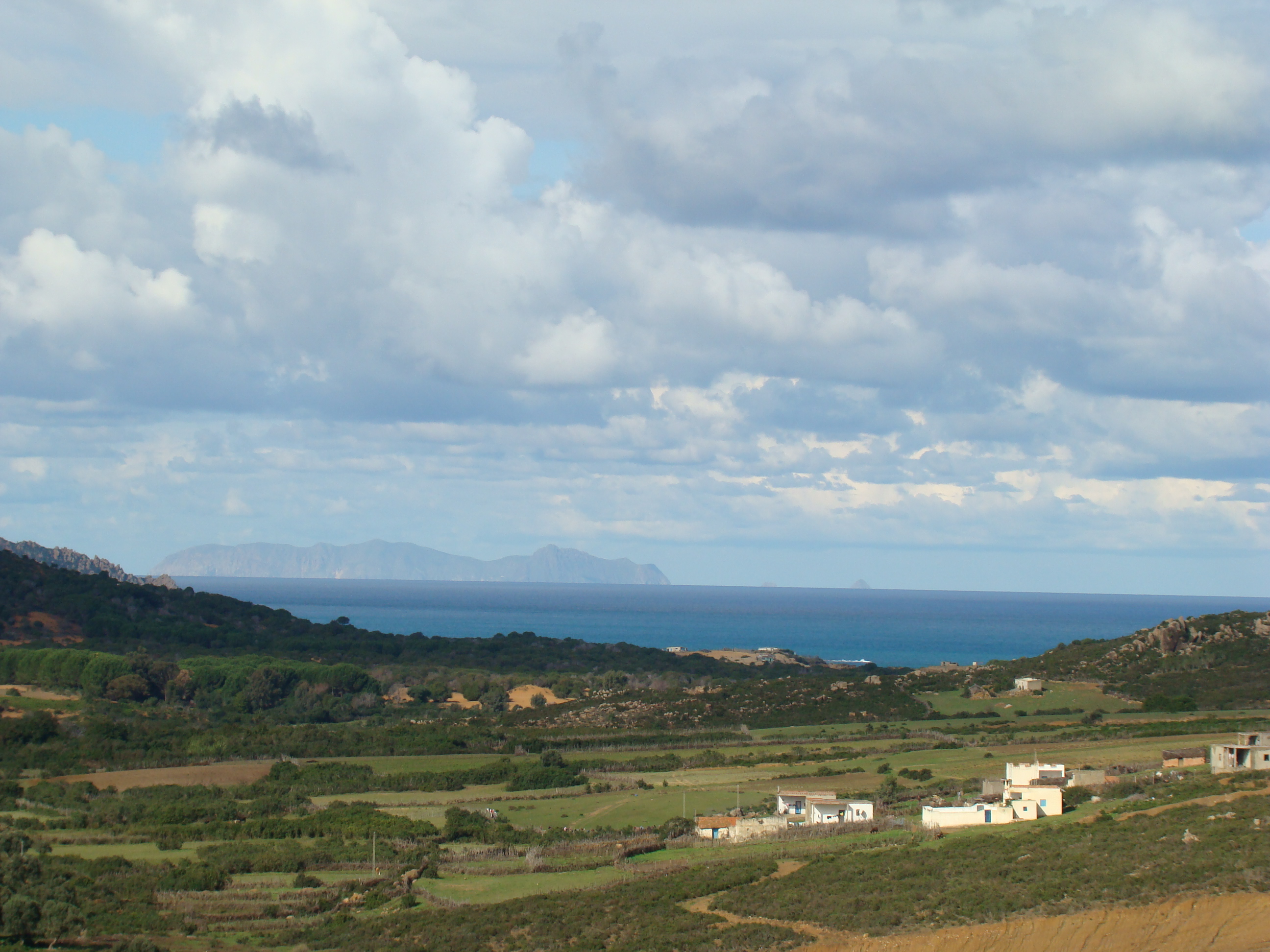
جزيرة جالطة وجزر الكلاب (على يمين جزيرة جالطة) كما ترى من رأس سيرات

- من خلال ما اكتشف بها من مخلفات أثرية يبدو أن جزيرة جالطة كانت مأهولة بالسكان في العصور القديمة. أما في العصر الحديث فقد سكنها منذ القرن التاسع عشر إيطاليون حصلوا فيما بعد على الجنسية الفرنسية وقد بلغ عددهم حوالي مائتي نسمة كانوا متجمعين في قرية واحدة بها حوالي أربعين مسكنا ولهم كنيسة ومدرسة. ولكنهم ارتحلوا عن الجزيرة بعد قرار الحكومة التونسية تأميم أراضي المعمرين عام 1964.
- في خمسينات القرن العشرين نُفي للزعيم الحبيب بورقيبة إلى جزيرة جالطة وقد قضى فيها سنتين، من 21 ماي/أيار 1952 إلى 20 ماي/أيار 1954 ، وقد كتب فيها العديد من الرسائل التي وجهها إلى الوطنيين، وقد نُشرت فيما بعد.

## السكان
منذ هجرها الإيطاليون نحو فرنسا، بقيت جزيرة جالطة شبه خالية من السكان، ولا يوجد بها حاليا إلا عدد قليل من الأعوان. وقد فكرت الدولة التونسية في مطلع التسعينات في إعمارها، فقد قامت المندوبية الجهوية للتنمية الفلاحية ببنزرت في عام 1992 بدراسة من بين ما اقترحته إنشاء ميناء للصيد البحري بالجزيرة، والقيام بتهيئة فلاحية بغراسة الكروم والأشجار المثمرة وزراعة الحبوب والخضر والمواد العلفية بهدف تربية الماشية من ماعز وغنم، فضلا عن إعادة التشجير والحفاظ على الماء.